# Patrick Joseph McKinney
Patrick Joseph McKinney (Birmingham, 30 aprile 1954) è un vescovo cattolico britannico, dal 14 maggio 2015 vescovo di Nottingham.

## Biografia
Patrick Joseph McKinney è nato a Birmingham, precisamente a Balsall Heath, il 30 aprile 1954, primogenito di una famiglia di origine irlandese.
Ha iniziato gli studi in preparazione al sacerdozio entrando nel 1972 al St Mary's College a Oscott, località di Birmingham, ed è stato ordinato presbitero il 29 luglio 1978 dal vescovo Joseph Francis Cleary per l'arcidiocesi di Birmingham.
Dopo l'ordinazione sacerdotale è stato assistente parrocchiale della parrocchia Our Lady of Lourdes a Yardley Wood e cappellano della St Thomas Aquinas Catholic School a Kings Norton, entrambe località di Birmingham, dal 1978 al 1982. Nel 1982 è stato inviato a Roma per studiare presso la Pontificia Università Gregoriana, presso la quale ha conseguito la licenza nel 1984.
Tornato in patria, è stato professore di teologia fondamentale per il St Mary's College e in seguito rettore dal 1989 al 1998 e contemporaneamente docente di ecclesiologia.
Nel 1998 al 2001 è stato parroco della St John the Baptist Church a Great Haywood, un villaggio di Colwich, e vicario episcopale per la zona nord dell'arcidiocesi di Birmingham. È stato vicario episcopale dal 2001 al 2006, quando è stato nominato parroco di Our Lady and All Saints a Stourbridge e vicario foraneo del decanato di Dudley. Il 24 gennaio 1990 è stato nominato prelato d'onore di Sua Santità.
Il 14 maggio 2015 papa Francesco lo ha nominato vescovo di Nottingham. Ha ricevuto l'ordinazione episcopale il 3 luglio seguente per imposizione delle mani del cardinale Vincent Nichols nella cattedrale di Nottingham.
L'8 luglio 2020 lo stesso papa lo ha nominato membro del Pontificio consiglio per il dialogo interreligioso.
Nel 2020 è stato criticato per la sua cattiva gestione in un caso di abusi sessuali verificatosi nel 1992, in quanto accusato di non aver preso provvedimenti e di non aver dato credito alle denunce della vittima.

## Genealogia episcopale
La genealogia episcopale è:
- Cardinale Scipione Rebiba
- Cardinale Giulio Antonio Santori
- Cardinale Girolamo Bernerio, O.P.
- Arcivescovo Galeazzo Sanvitale
- Cardinale Ludovico Ludovisi
- Cardinale Luigi Caetani
- Cardinale Ulderico Carpegna
- Cardinale Paluzzo Paluzzi Altieri degli Albertoni
- Papa Benedetto XIII
- Papa Benedetto XIV
- Papa Clemente XIII
- Cardinale Marcantonio Colonna
- Cardinale Giacinto Sigismondo Gerdil, B.
- Cardinale Giulio Maria della Somaglia
- Cardinale Carlo Odescalchi, S.I.
- Cardinale Costantino Patrizi Naro
- Cardinale Serafino Vannutelli
- Cardinale Domenico Serafini, Cong. Subl. O.S.B.
- Cardinale Pietro Fumasoni Biondi
- Arcivescovo Filippo Bernardini
- Vescovo Franziskus von Streng
- Arcivescovo Bruno Bernard Heim
- Cardinale Basil Hume, O.S.B.
- Cardinale Vincent Nichols
- Vescovo Patrick Joseph McKinney